# Hawthorne (Floride)
Pour les articles homonymes, voir Hawthorne.
Hawthorne est une municipalité américaine située dans le comté d'Alachua en Floride.
La ville est fondée vers 1880 lors de l'arrivée du Peninsular Railroad. Elle est nommée d'après James M. Hawthorne, qui y possédait des terres.

## Démographie
| 1900 | 1910 | 1920 | 1930 | 1940 | 1950  |
| ---- | ---- | ---- | ---- | ---- | ----- |
| 296  | 324  | 543  | 600  | 741  | 1 058 |

| 1960  | 1970  | 1980  | 1990  | 2000  | 2010  |
| ----- | ----- | ----- | ----- | ----- | ----- |
| 1 167 | 1 126 | 1 303 | 1 305 | 1 415 | 1 417 |

Selon le recensement de 2010, Hawthorne compte 1 417 habitants. La municipalité s'étend alors sur une superficie de 5 milles carrés (12,95 km2), dont 4,79 milles carrés (12,41 km2) de terres.